# 真鍋精志
真鍋 精志（まなべ せいじ、1953年10月21日 - ）は日本の実業家。西日本旅客鉄道（JR西日本）相談役。

## 人物
香川県出身。香川県立高松高校を経て、1976年に東京大学法学部第2類（公法コース）を卒業し、日本国有鉄道に入社。最初の配属先は茨城県の常陸多賀駅（常磐線）。好きなスポーツは野球。学生時代は理論派のキャッチャーを務めた。
2005年4月に発生したJR福知山線脱線事故の際には、執行役員財務部長という立場で50日間会社に泊まり込み、遺族支援の枠組みを作り上げた。

## 略歴
- 1953年10月 香川県三豊市生まれ
- 1972年3月 香川県立高松高校卒業
- 1976年4月 東京大学法学部第2類（公法コース）を卒業後[1]、日本国有鉄道に入社、常陸多賀駅勤務
- 1987年4月 西日本旅客鉄道人事部勤労課副長
- 1996年6月 駅レンタカー中国（現：JR西日本レンタカー＆リース）代表取締役社長[4]
- 2001年10月 西日本旅客鉄道総合企画本部担当部長
- 2003年6月 同社執行役員財務部長
- 2005年6月 同社常務執行役員総合企画本部副本部長
- 2006年6月 同社取締役兼常務執行役員総合企画本部長
- 2009年6月 同社代表取締役副社長兼執行役員東京本部長
- 2009年10月 同社代表取締役副社長兼執行役員
- 2012年5月 同社代表取締役社長兼執行役員
- 2016年6月 同社取締役会長[5]
- 2019年4月 大阪市博物館機構理事長[6]
- 2020年7月 せとうち観光推進機構会長[7]
- 2021年6月 同社相談役[8]